# Andrea Spendolini-Sirieix
Andrea Spendolini-Sirieix (Londra, 11 settembre 2004) è una tuffatrice britannica di origini francesi e italiane.

## Biografia
È figlia del francese Fred Sirieix, maître d'hôtel e personaggio televisivo francese, e dell'ex compagna Alessandra Spendolini, un'italiana con la quale ha intrattenuto una relazione sentimentale durata 12 anni. È nata e cresciuta a Londra con il fratello Lucien. La sua squadra di club è il Crystal Palace Diving Club.
Nel 2020 ha ricevuto il Premio alla personalità sportiva giovanile dell'anno della BBC.
Grazie al quarto posto nella piattaforma 10 metri alla Coppa del Mondo di Tokyo 2021, ha ottenuto la qualificazione ai Giochi olimpici estivi.
Ai campionati europei di nuoto di Budapest 2020, disputati nel maggio 2021 alla Duna Aréna ha vinto la medaglia d'argento nella sincro 10 metri misti, al fianco di Noah Williams, concludendo la gara dietro alla coppia ucraina, composta da Kseniia Bailo ed Oleksii Sereda. Nella Piattaforma 10 metri ha vinto il bronzo terminando alle spalle delle russe Anna Konanykhina e Julija Timošinina. Negli anni successivi conquista due ori europei (nel 2022 a Roma) ed un oro mondiale nel 2024 a Doha. Sempre nel 2024 conquista la medaglia di bronzo nel sincro 10 metri alle olimpiadi di Parigi.

## Palmarès
- Giochi olimpici

Parigi 2024: bronzo nel sincro 10m.
- Mondiali

Budapest 2022: bronzo nella squadra mista.
Fukuoka 2023: argento nel sincro 10m.
Doha 2024: oro nella squadra mista, bronzo nella piattaforma 10m e nel sincro 10m.
- Europei

Budapest 2020: argento nel sincro 10m misto e bronzo nella piattaforma 10m.
Roma 2022: oro nella piattaforma 10m e nel sincro 10m, bronzo nella squadra mista.
- Giochi del Commonwealth

Birmingham 2022: oro nella piattaforma 10m e nel sincro 10m misto, argento nel sincro 10m.

## Riconoscimenti
- European Aquatics Award: 2024